# Papyrus 118

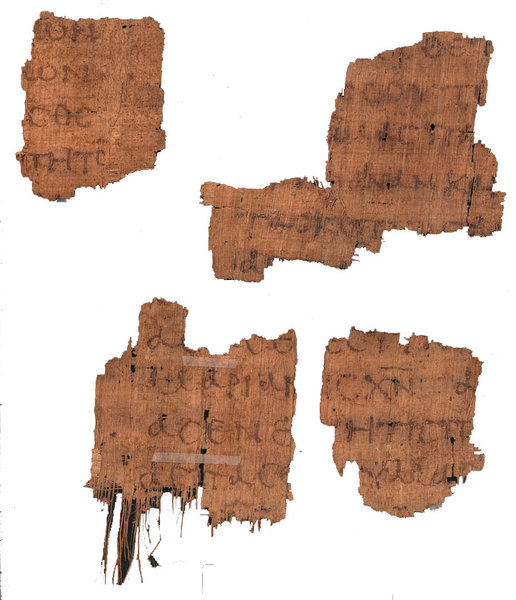
Papyrus 118 verso

Papyrus 118 (volgens de nummering van Gregory-Aland) of {\displaystyle {\mathfrak {P}}^{118}}, is een fragment van een oud Grieks afschrift van het Nieuwe Testament op papyrus. Het bevat de Brief van Paulus aan de Romeinen 15:26-27,32-33; 16:1,4-7,11-12. Het zijn losse verzen. Op grond van schrifttype wordt door het (Institute for New Testament Textual Research, INTF) een ontstaan in de 3e eeuw aangenomen.
De Codex wordt bewaard in het Institut für Altertumskunde ; Universiteit van Keulen Keulen (Inv. No, 10311).
Er is te weinig tekst over om te kunnen typeren.

## Officiële registratie
- "Continuation of the Manuscript List" Institute for New Testament Textual Research, University of Münster. Retrieved April 9, 2008